# Pyrinia reflectaria
Pyrinia reflectaria är en fjärilsart som beskrevs av Walker 1863. Pyrinia reflectaria ingår i släktet Pyrinia och familjen mätare. Inga underarter finns listade.